# Municipal Swimming Pool
La Municipal Swimming Pool est une piscine publique américaine à San Angelo, dans le comté de Tom Green, au Texas.

## Histoire
Construite en 1938 dans un style architectural tant décrit comme rustique et tantôt comme Pueblo Revival, elle est inscrite au Registre national des lieux historiques depuis le 25 novembre 1988 et c'est un Recorded Texas Historic Landmark depuis 1989.